# Stars de Lincoln
Les Stars de Lincoln sont une franchise amateur de hockey sur glace situé à Lincoln dans l'État du Nebraska aux États-Unis. Elle est dans la division ouest de la USHL.

## Historique
L'équipe a été créé en 1996.